# Blancharditia
Blancharditia là một chi bướm đêm thuộc họ Noctuidae.